# Mustjala
Koordinaten: 58° 28′ N, 22° 14′ O

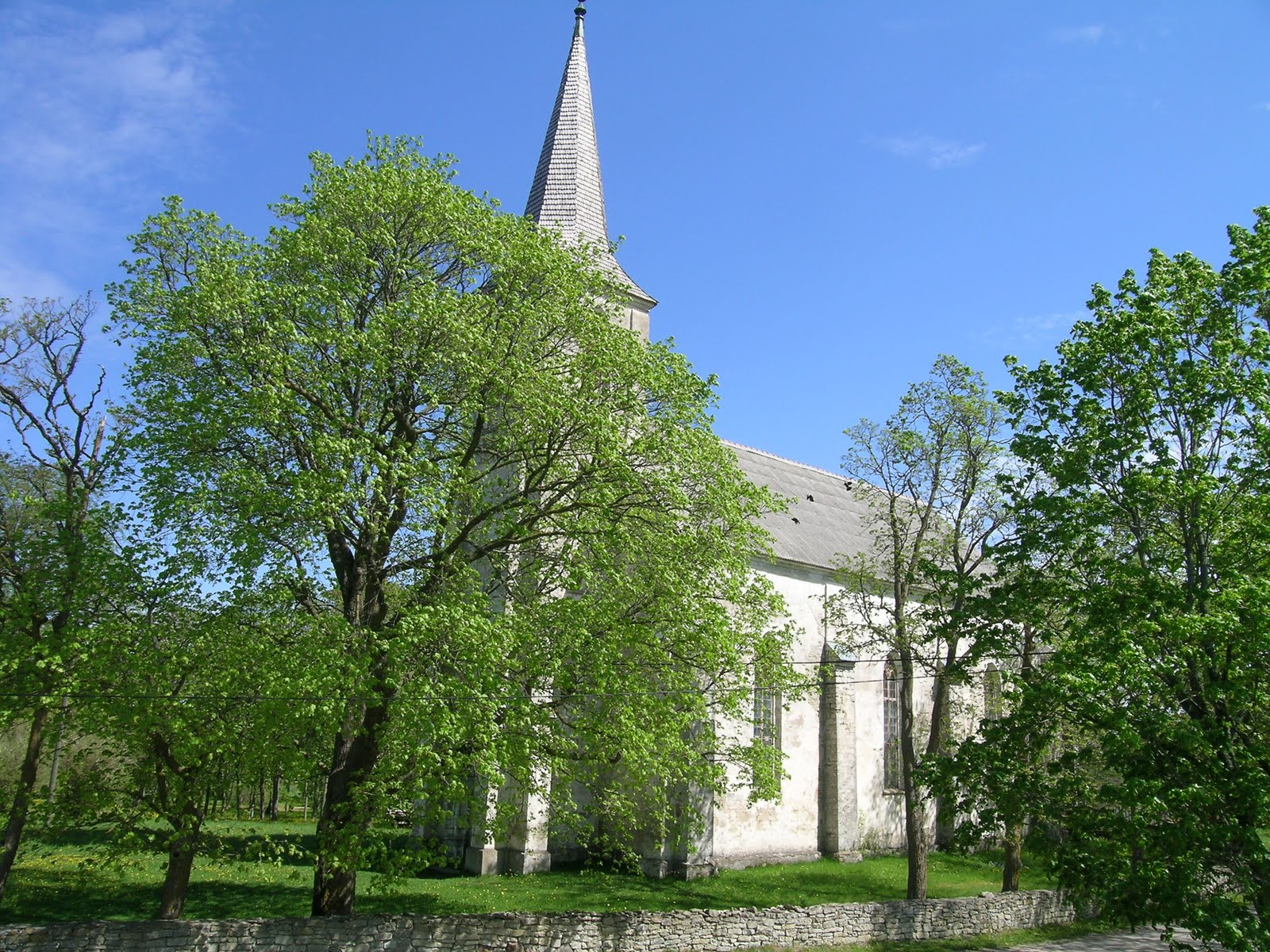
Evangelisch-Lutherische Annenkirche

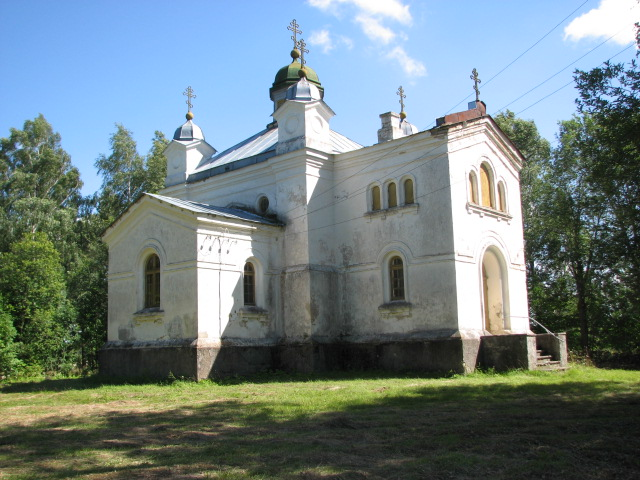
Orthodoxe Kirche des Propheten Elias

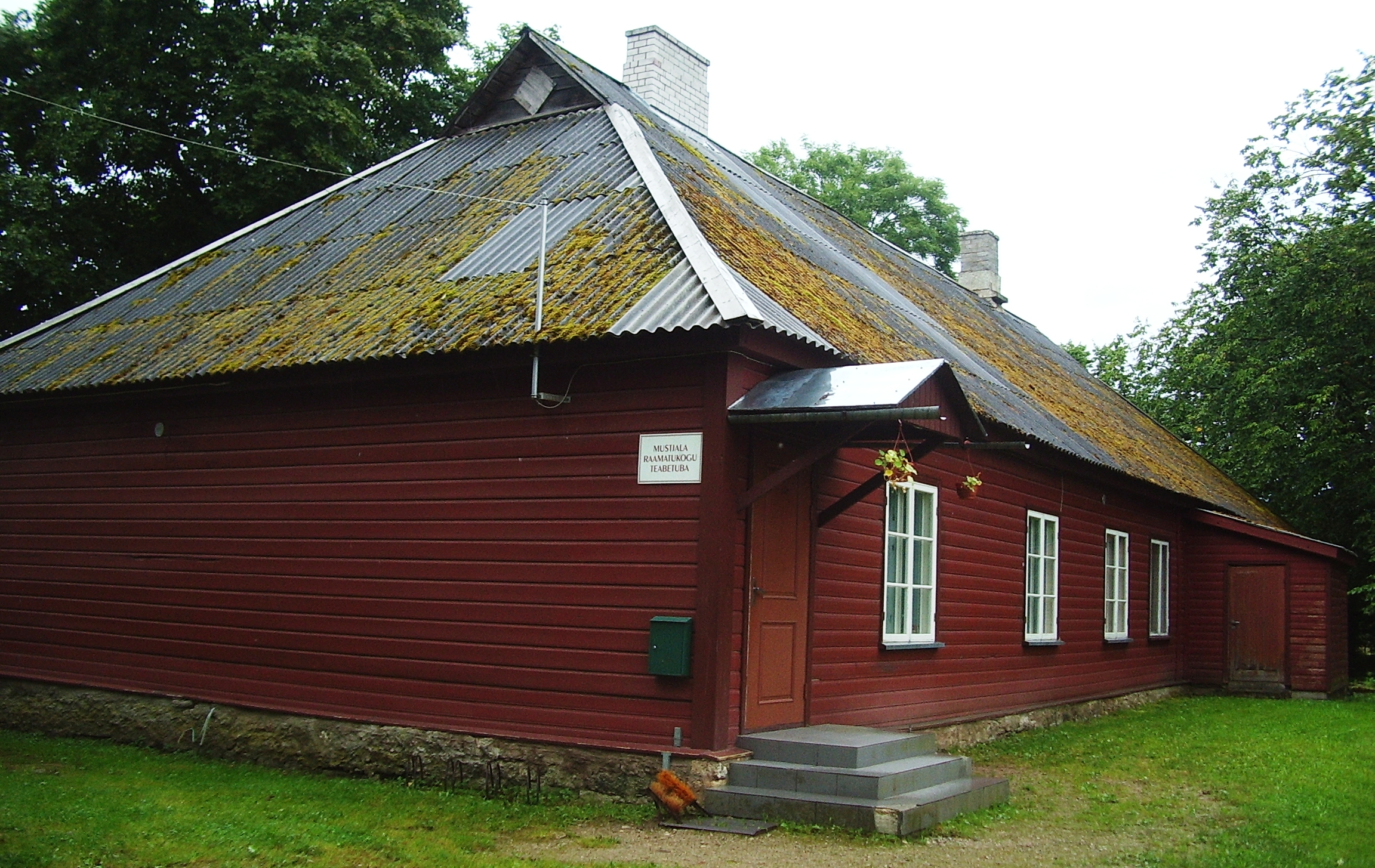
Gemeindebibliothek

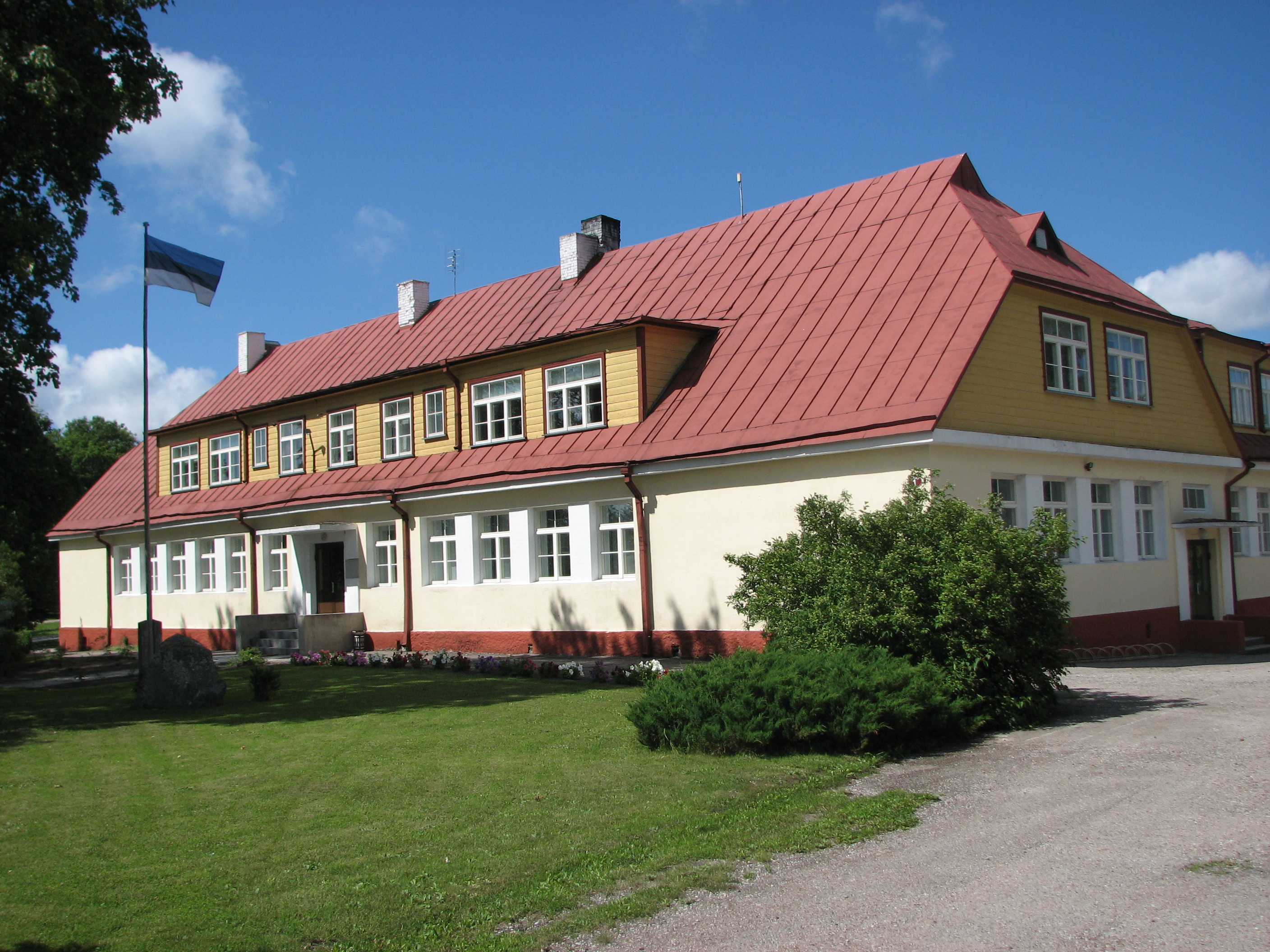
Grundschule

Mustjala (deutsch Mustel bzw. Mustelhof) ist ein Dorf (estnisch küla) in der Landgemeinde Saaremaa im Kreis Saare auf der größten estnischen Insel Saaremaa. Bis 2017 war es der Hauptort einer gleichnamigen Landgemeinde.

## Beschreibung
Das Dorf hat 267 Einwohner (Stand 31. Dezember 2011). Es liegt 27 Kilometer nordwestlich der Inselhauptstadt Kuressaare. Hier befinden sich eine 1823 gegründete Grundschule, eine Bibliothek und ein Volkshaus.

## Mustjala Festival
Bekannt ist der Ort bei Kulturliebhabern für das seit 1995 regelmäßig stattfindende Musikereignis Mustjala Festival. Jährlich lädt der Ort für eine Juli-Woche bekannte Musiker aus Estland und anderen Ländern zu Klassik und Jazz in unberührter Natur und in der örtlichen Kirchen ein.

## Evangelisch-lutherische Kirche
Wahrzeichen des Ortes ist die evangelisch-lutherische Annenkirche. Seit 1646 war der Ort mit seinem Pastorat Zentrum eines eigenen Kirchspiels.
Mit dem Bau einer Kapelle wurde 1605 begonnen. Sie wurde nach Anna Schestädt, der Ehefrau des damaligen dänischen Vizegouverneurs der Insel und Stifters der Kapelle, Claus Maltesen Sehestädt, benannt. 1794 wurde das Gotteshaus vergrößert.
Die heutige Kirche wurde von 1861 bis 1863 an der Stelle des Vorgängerbaus nach Plänen des Petersburger Architekten David Grimm (1823–1898) errichtet. Sie wurde am 27. Oktoberjul. / 8. November 1863greg. geweiht. Wegen Geldmangels blieben Teile des Projekts unvollendet.
Der Turm war gleichzeitig ein Seezeichen für die Fischer und Kapitäne auf der Ostsee. Im eingeschossigen Langhaus verbinden sich Stilelemente von Romanik und Gotik. Altar und Kanzel sind in neogotischem Stil gestaltet. 1899 wurde der Innenraum um eine Empore ergänzt. Das Altargemälde „Christus am Kreuz“ von 1938 stammt von dem estnischen Künstler Rudolf Sepp (1902–1980).
Die Orgel von 1903 ist eine Arbeit des Orgelbauers Gustav Terkmann (1850–1924). Die mechanische Traktur hat acht Register. Die Orgel wurde 1997 umfassend renoviert.

## Orthodoxe Kirche
Die orthodoxe Kirche des Propheten Elias ist als einziges Gotteshaus in Estland nach Elija benannt. Sie untersteht heute der Estnischen Apostolisch-Orthodoxen Kirche (EAÕK).
Die ersten Übertritte örtlicher Bauern vom Protestantismus zur Orthodoxie fanden in den 1840er Jahren statt. Eine orthodoxe Kirchengemeinde besteht in Mustjala seit 1848. Die heutige Kirche wurde 1873 errichtet. Bis 1917 war an das Gotteshaus eine orthodoxe Kirchspiel-Schule angeschlossen.
Der Grundriss der Kirche des Propheten Elias ist kreuzförmig. Neben der zentralen Kuppel erheben sich vier Ecktürme. Architekt des Typenprojekts war der in Hamburg geborene und in Riga tätige Heinrich Carl Scheel (1829–1909).

## Personen
- Berthold Masing (1849–1911), geb. in Mustel, deutscher Schiffbauingenieur und Werftleiter
- Otto Berend von Möller (1764–1848), geb. in Mustel, russischer Admiral und Marineminister